# Chitasida albescens
Chitasida albescens är en fjärilsart som beskrevs av M.Gaede 1939. Chitasida albescens ingår i släktet Chitasida och familjen nattflyn. Inga underarter finns listade i Catalogue of Life.